# Ōgama-Wasserfall
Der Ōgama-Wasserfall (japanisch 大釜の滝 Ōgama-no-taki) ist ein Wasserfall auf der japanischen Hauptinsel Shikoku. Er befindet sich am Sawadani (沢谷川) im Gebiet der Stadt Naka, die in der Präfektur Tokushima liegt. Seine Fallhöhe beträgt rund 20 Meter. Der Name Ōgama des Wasserfalls bedeutet „Kessel“ und soll sich auf das Wasserfallbecken beziehen. Einer Erzählung nach, soll in diesem eine große Schlange leben. Neben dem Wasserlauf verläuft die Nationalstraße 193, die Shikoku in Nord-Süd-Richtung quert. Der Sawadani fließt zunächst ein kurzes Stück nach Südosten und macht dann einen Knick in Süd-West-Richtung und verläuft weiter in einem größeren Bogen Richtung Süden. Er mündet in einen Stausee am Fluss Naka (那賀川), welcher weiter Richtung Osten fließt und bei Anan in die Seto-Inlandsee mündet.
Der Ōgama-Wasserfall ist Teil der 1990 vom Umweltministerium aufgestellten Liste der Top-100-Wasserfälle Japans. Weitere bekannte Wasserfälle in der Präfektur sind die Todoroki-Kujūku-Wasserfälle und der Amagoi-Wasserfall.